# It's a Man's Man's Man's World
"It's a Man's Man's Man's World" é uma canção de James Brown e Betty Jean Newsome. Brown a gravou em 16 de fevereiro de 1966 em um estúdio de Nova Iorque e a lançou como single posteriormente naquele ano. Alcançou o número 1 da parada R&B da revista Billboard e número 8 da parada Billboard Hot 100. O título é um jogo de palavras com o filme de comédia de 1963 It's a Mad, Mad, Mad, Mad World.

## A canção
A letra da canção, que a revista Rolling Stone caracteriza como "biblicamente chauvinista", atribui todos os trabalhos da civilização moderana (o carro, o trem, o barco, (assim como Noé construiu a arca), e a guitarra elétrica) aos esforços dos homens, mas afirma que tudo isso "mean nothing without a woman or a girl" ("significaria nada sem uma mulher ou uma garota"). A canção também afirma que o homem faz brinquedos para meninos e meninas, e faz um comentário sobre o fato de "Man makes Money" ("homem faz dinheiro"), de outros homens. Antes do fim da canção, Brown afirma que o homem está perdido em sua amargura e no deserto. A co-autora (ex-namorada de Brown), Betty Jean Newsome, escreveu a letra baseada em suas próprias observações das relações entre os sexos. Nos anos seguintes, Newsome afirmaria que Brown não escreveu nenhuma parte da canção e argumentou no tribunal que Brown às vezes se esqueceu de pagar seus royalties.
A composição de "It's a Man's Man's Man's World" se desenvolveu em um período de muitos anos. Tammy Montgomery, melhor conhecida como Tammi Terrell, gravou "I Cried", escrita por Brown baseada nas mesmas progressões musicais, em 1963. O próprio Brown gravou uma demo da canção, provisoriamente chamada de "It's a Man's World", em 1964. Esta versão posteriormente nas compilações em CD The CD of JB e Star Time.
A versão lançada de "It's a Man's Man's Man's World" foi gravada rapidamente, em apenas dois takes, com um conjunto de estúdio que incluía membros da turnê de Brown e uma sessão de sopro arranjada e conduzida por Sammy Lowe. Um refrão com vocais femininos foi gravado durante as sessões, mas foram retirados da versão final da canção que foi masterizada.
"It's a Man's Man's Man's World" se tornou uma marca nos shows ao vivo de Brown pelo resto de sua carreira. Seu groove lento, quente e o vocal declamatório a tornaram para longas performances incorporando falas sobre o amor e perda e às vezes interpolações de outras canções. Aparece em quase todos os álbuns ao vivo de Brown começando em 1967 com Live at the Garden. Brown também regravou com um arranjo de big band com a Louie Bellson Orchestra para seu álbum de 1970 Soul on Top.
Em 2004, "It's a Man's Man's Man's World" foi classificada como número 123 na lista da revista Rolling Stone das 500 melhores canções de todos os tempos.

## Créditos
- James Brown – vocais

com banda de estúdio:
- Dud Bascomb – trompete
- Waymon Reed – trompete
- Lamarr Wright – trompete
- Haywood Henry – saxofone barítono
- Ian Bridle – piano
- Billy Butler – guitarra
- Bernard "Pretty" Purdie – bateria

Outros músicos, incluindo trombone, baixo e sopro: desconhecidos
Arranged and conducted by Sammy Lowe

## Posições nas paradas
| Parada (1966)                      | Pico |
| ---------------------------------- | ---- |
| Bélgica (Ultratop 50 de Flandres)  | 14   |
| França (SNEP)                      | 49   |
| Estados Unidos (Billboard Hot 100) | 8    |
| US R&B Singles (Billboard)         | 1    |
| Reino Unido (UK Singles Chart)     | 13   |

## Versões cover
A canção foi regravada inúmeras vezes por muitos artistas em muitos idiomas através dos anos.
- Tom Jones gravou a canção para seu álbum de 1968 The Tom Jones Fever Zone.
- The Residents regravaram a canção como single que acompanhava o álbum George and James; o vídeo foi tocado frequentemente na MTV.
- O músico holandês Waylon fez uma cover da canção em sua primeira aparição no show de talentos da TV Holland's Got Talent. Posteriomente ele assinou com a gravadora Motown.
- Foi o primeiro single da cantora australiana Renée Geyer, que a gravou para seu álbum de 1974 It's a Man's Man's World.
- Grand Funk lançou uma versão da canção com o título "It's a Man's World" em seu álbum de 1983, What's Funk?
- A banda britânica Brilliant gravou uma cover da canção em 1985, alcançando o número 58 no Reino Unido.
- Christina Aguilera se apresentou cantando a canção no tributo póstumo à James Brown no 49º Grammy Awards. Sua apresentação foi votada como sendo a terceira mais memorável em premiações do Grammy.
- O cantor Seal gravou a música para seu álbum de 2008 Soul e a lançou como single.
- A diva polonesa Edyta Górniak fez uma cover da canção na final do programa de TV Jak Oni śpiewają em 21 de novembro de  2009.
- O músico polonês Czeslaw Niemen foi inspirado por "It's a Man's Man's Man's World" e gravou Dziwny jest ten świat (Strange Is This World) em  1967.
- O elenco de Glee, apresentando Quinn Fabray (Dianna Agron) fizeram uma cover da canção no 21º episódio da primeira temporada, "Funk". Foi lançada como single.
- A estrela de Smash, Katharine McPhee, canta a canção durante episódio da primeira temporada.
- Joshua Ledet fez uma cover da canção durante a 11ª temporada de American Idol, e brevemente durante a final da série.
- Van Morrison no álbum A Night in San Francisco
- Celine Dion em Taking Chances World Tour: The Concert de 2010.
- Cher no álbum It's a Man's World de 1995.
- Patricia Kaas em Je te dis vous de 1993.
- A cantora internacional Natacha Atlas gravou uma cover para seu álbum de 2003 Something Dangerous.

## Sampling
- Michael Jackson sampleou a introdução da canção em "Bad".
- "It's A Man's World" de Ice Cube de seu álbum de 1990 AmeriKKKa's Most Wanted tem um sample da canção.
- O trompete da introdução foi sampleado pelo grupo Wu-Tang Clan em sua canção de 2000 "Gravel Pit", pelo rapper MC Yinka na canção  "Χαιρετισμός" (Chairetismos) de seu álbum "Αλάνα" (Alana) e pelo grupo feminino de hip hop Wee Papa Girl Rappers na canção "Faith".
- 2Pac usou um sample da canção em "Tradin War Stories" do álbum de 1996 All Eyez on Me.
- O rapper Beanie Sigel usou um sample para sua canção "Man's World" de seu álbum de 2001 The Reason.
- A canção também é sampleada por Alicia Keys em "Fallin'".
- Macy Gray a sampleou em "Ghetto Love" de seu álbum "Big".
- A canção é sampleada por Guilty Simpson em "Man's World" produzida por J Dilla.[14]
- A canção foi sampleada em performance ao vivo de Jennifer Hudson como prelúdio de sua cover do clássico de Aretha Franklin, "Respect".
- O grupo Heavy D & the Boyz, sampleou a introdução na faixa "You Ain't Heard Nuttin' Yet" de seu álbum Big Tyme.
- Young The Giant fez uma versão cover da canção lançada exclusivamente pelo Spotify.
- Suga, do grupo BTS, sampleou a faixa na música "Agust D", de sua mixtape solo, "Agust D", em 2016.

## Canções respostas
Neneh Cherry lançou uma canção resposta chamada "Woman" em seu álbum de 1996 Man em resposta ao chauvinismo da canção original.
A banda Napalm Death lançou a canção "It's a M.A.N.S World!", que ataca e parodia as ideias do chauvinismo e do patriarcalismo, em seu álbum de 1988 From Enslavement to Obliteration.